# Woodside (Merseyside)
Woodside – wieś w Anglii, w hrabstwie ceremonialnym Merseyside, w dystrykcie metropolitalnym Wirral. Leży 3 km na zachód od centrum Liverpool i 287 km na północny zachód od Londynu.